# 浜松医科大学
浜松医科大学（はままついかだいがく、英語: Hamamatsu University School of Medicine）は、静岡県浜松市中央区にある国立の医科大学。国立大学法人浜松医科大学によって運営されている。略称は浜医大、浜医、浜松医大。

## 沿革
- 1973年（昭和48年）9月1日：静岡大学国立医科大学創設準備室を設置。
- 1974年（昭和49年）6月7日：開校。当初は医学部医学科のみ。
- 1977年（昭和52年）：附属病院を設置。
- 1995年（平成7年）4月1日：医学部看護学科を設置。
- 1999年（平成11年）：第93回医師国家試験において、全国トップの合格率を記録（98.1%）。
- 2003年（平成15年）：21世紀COEプログラムに「メディカルフォトニクス」が採択される。
- 2004年（平成16年）4月1日：国立大学法人化。
- 2009年（平成21年）12月28日：附属病院が新病棟へ移転。
- 2013年（平成25年）：医学部附属病院再整備事業が完了。

### 静岡大学との関係
大学同士は協力関係にあり、光医工学で大学院を静岡大学と共同設置する、浜松キャンパスと連携して「次世代創造医工情報教育センター」を設立するなどの取り組みを行っている。
また、国立大学法人を静岡大学と統合した上で大学を再編する動きがあるが、統合が延期されるなど先行きは不透明である。

## 大学の構成

### 学部
- 医学部[5]
  - 医学科
    - 基礎講座
    - 総合人間科学講座（倫理学、心理学、法学、数学、物理学、化学、生物学、英語、情報医学）、器官組織解剖学講座、細胞分子解剖学講座、神経生理学講座、医生理学講座、分子生物学講座、医化学講座、腫瘍病理学講座、再生・感染病理学講座、薬理学講座、細菌・免疫学講座、ウイルス・寄生虫学講座、健康社会医学講座、法医学講座
    - 臨床講座
    - 内科学第一講座（消化器・腎臓・脳神経内科学分野）、内科学第二講座（内分泌・呼吸・肝臓内科学分野）、内科学第三講座（循環器・血液・免疫リウマチ内科学分野）、精神医学講座、外科学第一講座（心臓血管・呼吸器・一般[内視鏡]・乳腺外科学分野）、外科学第二講座（消化器・血管外科学分野）、脳神経外科学講座、整形外科学講座、皮膚科学講座、泌尿器科学講座、眼科学講座、耳鼻咽喉科・頭頚部外科学講座、放射線診断学・核医学講座、放射線腫瘍学講座、麻酔・蘇生学講座、産婦人科学講座、小児科学講座、歯科口腔外科学講座、臨床検査医学講座、臨床薬理学講座、救急災害医学講座、臨床腫瘍学講座

  - 看護学科
    - 基礎看護学講座 (健康科学、基礎看護学、看護教育学)、臨床看護学講座(成人看護学、老人看護学、母性看護学、小児看護学、精神看護学)、地域看護学講座(公衆衛生看護学、在宅看護学)

  - 寄付講座
    - 地域医療学講座、児童青年期精神医学講座、臨床医学教育学講座、地域周産期医療学講座、産婦人科家庭医療学講座、産婦人科地域医療学講座、地域家庭医療学講座、長寿運動器疾患教育研究講座、生殖周産期医学講座、周術期等生活機能支援学講座、地域医療支援学講座、成育医療学講座

放送大学学園と単位互換協定を結んでおり、放送大学で取得した単位を卒業に要する単位として認定することができる。

### 大学院
- 医学系研究科
  - 博士課程（4年制）
    - 医学専攻（研究者コース、臨床研究者コース）
      - 研究分野[7]：光先端医学（光薬理部門、光治療環境部門、光機能イメージング部門）、高次機能医学（脳機能解析部門、感覚運動調節部門）、病態医学（分子腫瘍部門、組織再生部門、器官病態部門）、予防・防御医学（感染・免疫部門、予防医学部門、危機管理情報医学部門）

  - 修士課程(2年制)
    - 看護学専攻（修士論文コース、高度看護実践コース、助産学コース)
      - 修士論文コース専門分野[7]：基礎看護学、成人・老人看護学、母子看護学、広域看護学
      - 高度看護実践コース: 老人看護学、精神看護学、看護教育学
      - 助産学コース:  助産学

  - 博士課程（3年制）
    - 看護学専攻
      - 研究分野: 基盤・成熟期看護学、生育・広域看護学
- 連合小児発達学研究科　浜松校（大阪大学、金沢大学、福井大学、千葉大学との連合大学院、博士後期課程3年のみ） 
  - 小児発達学専攻[8]
    - こころの発達健康科学講座 - 研究領域：画像生物学、社会支援学、疫学統計学、触法行為関連学

### 附属機関等
- 附属図書館
- 保健管理センター
- 光医学総合研究所[9]
- 動物実験施設
- 実験実習機器センター
- 安全衛生管理センター
- 医療廃棄物処理センター
- 情報基盤センター
- 子どものこころ発達研究センター
- がん教育研究センター
- 産学官共同研究センター
- 医学教育推進センター
- 事務局
- 技術部
- 浜松医科大学医学部附属病院

## 主な卒業生
- 加藤浩晃（医師、東京医科歯科大学教授）
- 神馬征峰（医師、国際保健学者、東京大学名誉教授）
- 松本吉郎（医師、第21代日本医師会会長）
- 三浦克敏（医師、浜松医科大学名誉教授）
- 浦野哲盟（医師、浜松医科大学名誉教授）
- 市川光洋（医師）
- 夏苅郁子（医師）
- 結花乃（シンガーソングライター、看護師）

## 交通アクセス
- 遠鉄バス 50山の手医大線・100浜北医大三方原聖隷線「医科大学」下車
- 東名高速道路浜松ICから車で約20分、三方原SICから車で約5分、浜松西ICから車で約10分
- 新東名高速道路浜松浜北ICから車で約25分、浜松SICから車で約25分